# Municipio de Washington (condado de Grant, Arkansas)
El municipio de Washington (en inglés: Washington Township) es un municipio ubicado en el condado de Grant en el estado estadounidense de Arkansas. En el año 2010 tenía una población de 1442 habitantes y una densidad poblacional de 13,74 personas por km².

## Geografía
El municipio de Washington se encuentra ubicado en las coordenadas 34°19′40″N 92°16′6″O / 34.32778, -92.26833. Según la Oficina del Censo de los Estados Unidos, el municipio tiene una superficie total de 104.94 km², de la cual 104,74 km² corresponden a tierra firme y (0,19 %) 0,2 km² es agua.

## Demografía
Según el censo de 2010, había 1442 personas residiendo en el municipio de Washington. La densidad de población era de 13,74 hab./km². De los 1442 habitantes, el municipio de Washington estaba compuesto por el 98,13 % blancos, el 0,42 % eran afroamericanos, el 0,28 % eran amerindios, el 0,35 % eran asiáticos y el 0,83 % eran de una mezcla de razas. Del total de la población el 0,35 % eran hispanos o latinos de cualquier raza.